# Nóva

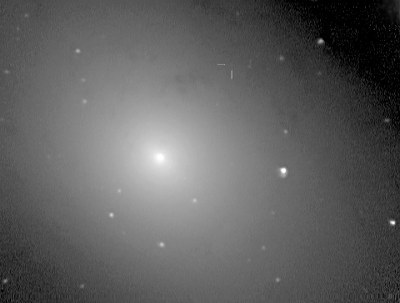
Nóva a M31 galaxisban

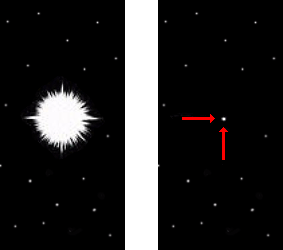
Nóva a kitöréskor és utána

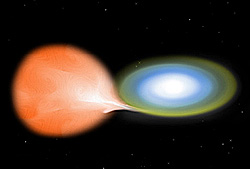
Fantáziarajz nóva kialakulásáról

A nóva a kataklizmikus változócsillagok egyik fajtája. Egy fehér törpéből és fősorozati csillagból vagy vörös óriásból álló kettőscsillagban bekövetkező robbanás, melynek során a nagyobb csillag főként hidrogént tartalmazó légköréből akkréciós korongon keresztül gáz áramlik a fehér törpe felszínére, a korong egyre nagyobb méretének megfelelően egyre gyorsabban. Amikor a felgyülemlő gáz elér egy bizonyos hőmérsékletet és nyomást, megindul benne a magfúzió, termonukleáris robbanás következik be. 1-100 nap alatt 7-20 magnitúdójú kifényesedésre képes, majd a rövid ideig tartó fényességmaximum után a fokozatos elhalványodás évekig, de akár évtizedekig is eltarthat.
Ellentétben az Ia típusú szupernóvával, mely a csillagot megsemmisíti, az anyagáramlás intenzitásától függően a nóvák kb. tízezer évente megismétlődnek. A robbanást a megfigyelő a csillag fényességének hirtelen növekedéseként látja.
A nóva szó a latin nova stella (=új csillag) kifejezésből származtatható. Ezzel a kifejezéssel illették ugyanis régebben az égbolton hirtelen megjelenő objektumokat, mivel úgy hitték, hogy egy új csillag születésének a szemtanúi.

## Fajtái
Három különböző nóvafajtát különböztethetünk meg:
- Klasszikus nóvák
- Ismétlődő (rekurrens) nóvák
- Törpenóvák
- Fényes vörös nóvák

A nóvák közötti különbséget a maximális fényesség és a kitörések közötti eltelt időintervallum alapján tesznek. Amíg a klasszikus nóváknál a kitörések között 10³ és 106 év közötti idő telik el és fényességnövekedésük 9-19 magnitúdóig terjed, addig az ismétlődő nóváknál 10-100 év telik el két kitörés között, fényességmaximumuk 7-9 magnitúdó. A törpe nóváknak több, gyengébb kitörésük van, és pár naptól akár hónapok is eltelhetnek a kitörések között, fényességük pedig 6 magnitúdó körüli.

## A nóvák felfedezése
Tycho Brahe dán csillagász figyelte meg Augsburgban a Cassiopeia csillagképben 1572-ben fellángolt szupernóvát. Ezt később „Nova Stella” (De nova et nullius ævi memoria prius visa Stella) címmel publikálta 1573-ban, innen ered a nóva név. Az, hogy a szupernóva nem klasszikus nóva, csak az 1930-as években derült ki.

## Nóvák listája
A következő táblázat azokat a nóvákat tartalmazza, amelyeket 1891-től napjainkig felfedeztek, és amelyek szép időben szabad szemmel is láthatóak voltak, valamint a Tejútrendszerben találhatóak.

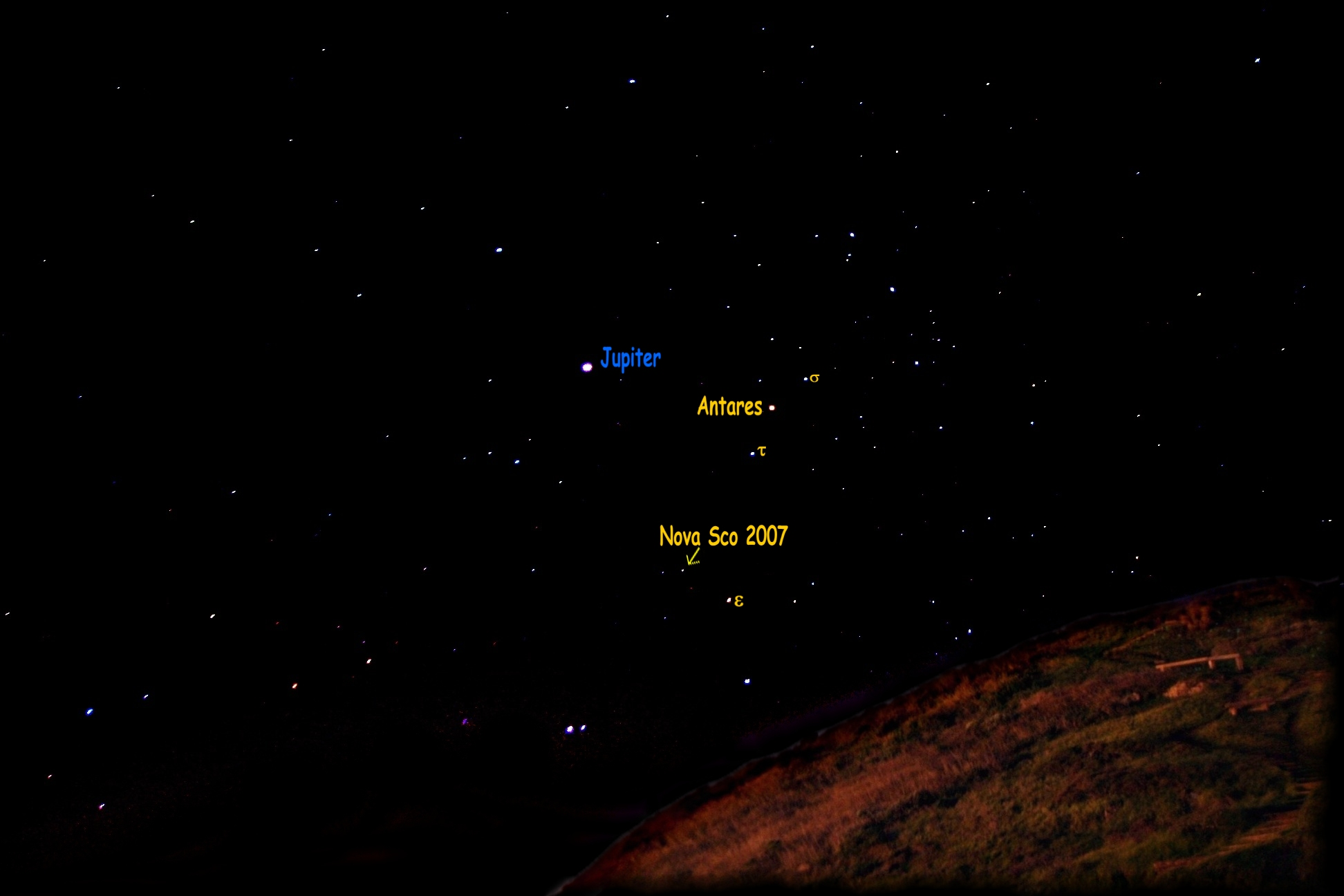
2007-es V1280 nóva

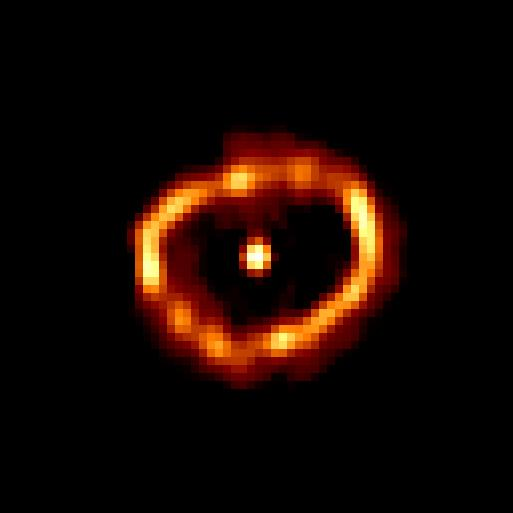
V1974 Cygni nóva 1992-ből

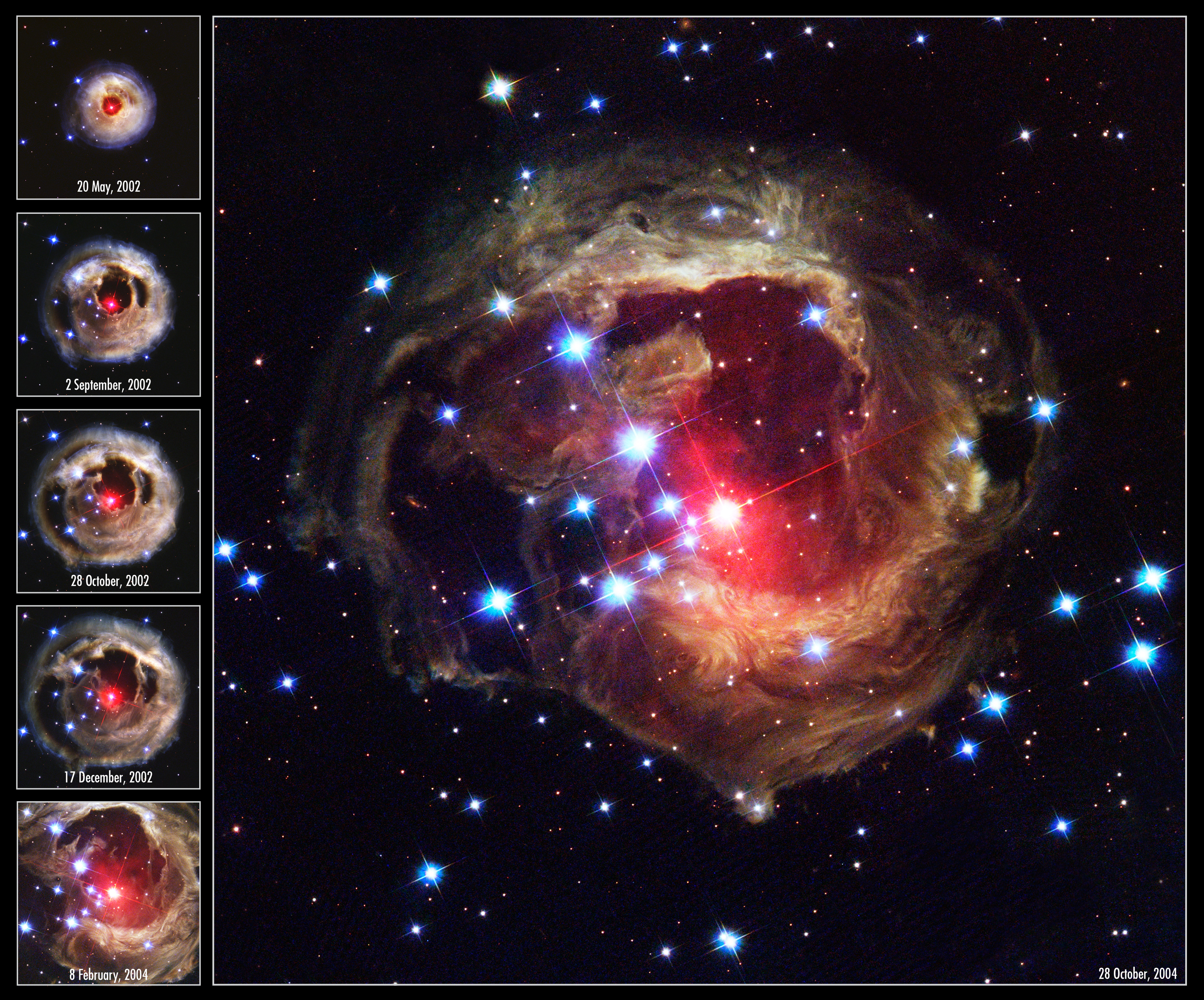
V838 nóva 1991-ből

| Év   | Nova                | Maximális fényesség |
| 1891 | T Aurigae           | 3,8m                |
| 1898 | V1059 Sagittarii    | 4,5m                |
| 1899 | V606 Aquilae        | 5,5m                |
| 1901 | GK Persei           | 0,2m                |
| 1903 | Nova Geminorum 1903 | 6m                  |
| 1910 | Nova Lacertae 1910  | 4,6m                |
| 1912 | Nova Geminorum 1912 | 3,5m                |
| 1918 | V603 Aquilae        | -1,4m               |
| 1920 | Nova Cygni 1920     | 2,0m                |
| 1925 | RR Pictoris         | 1,2m                |
| 1934 | DQ Herculis         | 1,5m                |
| 1936 | CP Lacertae         | 2,1m                |
| 1939 | BT Monocerotis      | 4,5m                |
| 1942 | CP Puppis           | 0,3m                |
| 1950 | DK Lacertae         | 5,0m                |
| 1960 | V446 Herculis       | 2,8m                |
| 1963 | V533 Herculis       | 3m                  |
| 1970 | FH Serpentis        | 4,4m                |
| 1975 | V1500 Cygni         | 1,7m                |
| 1975 | V373 Scuti          | 6m                  |
| 1976 | NQ Vulpeculae       | 6m                  |
| 1978 | V1668 Cygni         | 6m                  |
| 1984 | QU Vulpeculae       | 5,2m                |
| 1986 | V842 Centauri       | 4,6m                |
| 1991 | V838 Herculis       | 5,0m                |
| 1992 | V1974 Cygni         | 4,2m                |
| 1999 | V1494 Aquilae       | 5,03m               |
| 1999 | V382 Velorum        | 2,6m                |
| 2006 | RS Ophiuchi         | 4,5m                |
| 2007 | V1280 Scorpii       | 3,9m                |
| 2013 | V339 Delphini       | 4,4-4,5m            |

## Ismétlődő (rekurrens) novák
- RS Ophiuchi
- T Coronae Borealis
- T Pyxidis

## Fordítás
- Ez a szócikk részben vagy egészben  a   Nova című angol Wikipédia-szócikk fordításán alapul.  Az eredeti cikk szerkesztőit annak laptörténete sorolja fel. Ez a jelzés csupán a megfogalmazás eredetét és a szerzői jogokat jelzi, nem szolgál a cikkben szereplő információk forrásmegjelöléseként.
- Ez a szócikk részben vagy egészben  a   Nova (Stern) című német Wikipédia-szócikk fordításán alapul.  Az eredeti cikk szerkesztőit annak laptörténete sorolja fel. Ez a jelzés csupán a megfogalmazás eredetét és a szerzői jogokat jelzi, nem szolgál a cikkben szereplő információk forrásmegjelöléseként.

## Külső hivatkozások
- A Wikimédia Commons tartalmaz Nóva témájú kategóriát.
- General Catalog of Variable Stars, Sternberg Astronomical Institute, Moszkva
- NASA Observatorium: Classical Nova